# Anarhichadidae

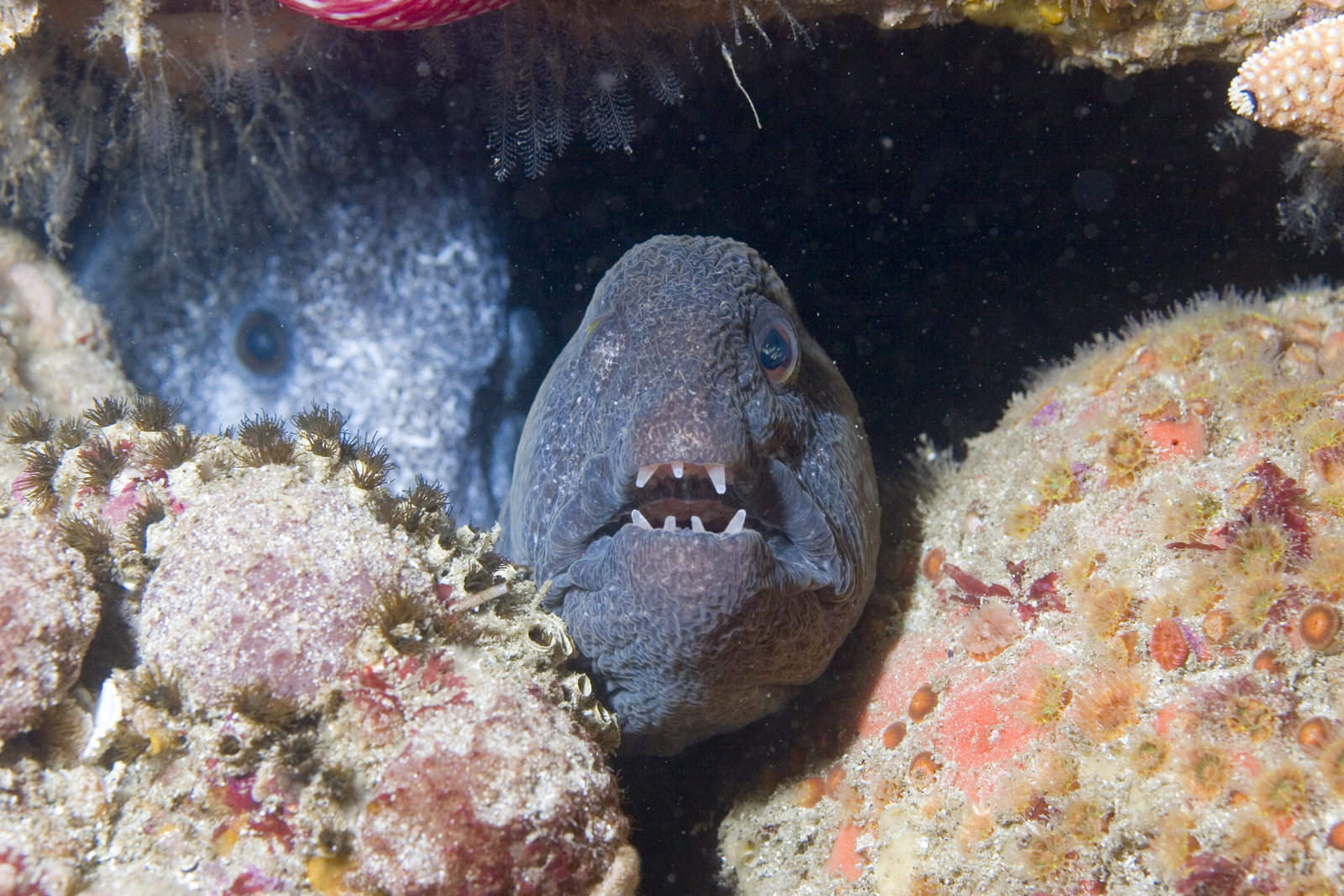
Anarhichadidae

Anarhichadidae (sau "Lupii de mare") este o familie de pești răpitori din ordinul Perciformes, ei sunt asemănători țiparului. Peștii din această familie sunt reprezentați de trei specii mai importante care trăiesc în apele reci de pe fundul Atlanticului și Pacificului de nord. Hrana lor constă din moluște, crabi, homari, arici de mare și alte echinoderme marine.